# Современная математика. Фундаментальные направления (журнал)
Современная математика. Фундаментальные направления — научный журнал, в котором публикуются оригинальные исследовательские работы и обзорные научные статьи из всех областей математики. Издаётся в Москве. Главным редактором журнала является академик РАН, профессор Р. В. Гамкрелидзе. 
Журнал издаётся Российским университетом дружбы народов, выходит около 4 раз в год. 
Статьи публикуются на русском языке, переводятся на английский язык и публикуются в журнале «Journal of Mathematical Sciences» издательства Springer Science+Business Media.
«Современная математика. Фундаментальные направления» реферируется крупнейшими реферативными журналами: «Реферативным журналом Математика» ВИНИТИ, «Mathematical Reviews», «Zentralblatt MATH».